# Медісон Вілсон
Медісон Вілсон (англ. Madison Wilson; нар. 31 травня 1994, Рим, Австралія) — австралійська плавчиня, олімпійська чемпіонка 2016 та 2020 років, срібна призерка Олімпійських ігор 2016 року та бронзова призерка Олімпійських ігор 2020 року, чемпіонка світу.

## Виступи на Олімпійських іграх
| Олімпіада           | Дисципліна             | Місце |
| ------------------- | ---------------------- | ----- |
| Ріо-де-Жанейро 2016 | 100 м на спині         | 8     |
| Ріо-де-Жанейро 2016 | 4×100 м вільним стилем | 1     |
| Ріо-де-Жанейро 2016 | 4×100 м комплексом     | 2     |
| Токіо 2020          | 200 м вільним стилем   | 8     |
| Токіо 2020          | 4×100 м вільним стилем | 1     |
| Токіо 2020          | 4×200 м вільним стилем | 3     |